# بالینووتسه
بالینووتسه (به صربی: Balinovce) یک روستا در صربستان است که در ولادیچین خان واقع شده‌است. بالینووتسه ۱۵۴ نفر جمعیت دارد.